# Kittipong Phuthawchueak
Kittipong Phuthawchueak (tiếng Thái: กิตติพงศ์ ภูแถวเชือก, sinh ngày 3 tháng 9 năm 1989), hoặc còn được biết với tên đơn giản Ton (tiếng Thái: ต้น), là một cầu thủ bóng đá người Thái Lan thi đấu ở vị trí thủ môn cho câu lạc bộ Giải bóng đá Ngoại hạng Thái Lan Kanchanaburi Power.